# Баси (станція)
Баси́ — вузлова залізнична станція 2-го класу Сумської дирекції Південної залізниці на перетині двоколійної неелектрифікованої ліній Білопілля — Боромля та  Баси — Пушкарне між станціями Сироватка, Суми-Товарна та Золотницький. Розташована у Зарічному районі міста Суми Сумської області.

## Пасажирське сполучення
На станції Баси зупиняються приміські поїзди до станцій Віринський Завод, Ворожба, Кириківка, Краснопілля, Лебединська, Суми та Тростянець-Смородине.